# Ружинка
Ружинка (пол. Różynka) — село в Польщі, у гміні Свьонтки Ольштинського повіту Вармінсько-Мазурського воєводства.
Населення — 279 осіб (2011).
У 1975-1998 роках село належало до Ольштинського воєводства.

## Демографія
Демографічна структура станом на 31 березня 2011 року:
|          | Загалом | Допрацездатний вік | Працездатний вік | Постпрацездатний вік |
| -------- | ------- | ------------------ | ---------------- | -------------------- |
| Чоловіки | 152     | 43                 | 101              | 8                    |
| Жінки    | 127     | 34                 | 68               | 25                   |
| Разом    | 279     | 77                 | 169              | 33                   |